# The Cars
The Cars byla americká rocková kapela působící v letech 1976 až 1988. Kapelu tvořili kytarista a zpěvák českého původu Ric Ocasek, kytarista Elliot Easton, bubeník David Robinson, klávesista Greg Hawkes a baskytarista Benjamin Orr.

## Diskografie
- The Cars (1978)
- Candy-O (1979)
- Panorama (1980)
- Shake It Up (1981)
- Heartbeat City (1984)
- Door to Door (1987)
- Move Like This (2011)